# Фриц Вителс
Фриц Вителс (на немски: Fritz Wittels) е австрийски лекар и психоаналитик.

## Биография
Роден е през 1880 година във Виена, Австрия. Син е на борсов агент, който претендира, че е потомък на Хайм Витал, еврейски кабалист от 17 век.
Вителс слуша лекции във Виенския университет в началото на 1898 и завършва медицинското си следване през 1904. Впоследствие практикува във Виенската обща болница и през 1907 става асистент на Юлиус Вагнер фон Яурег. От 1905 Вителс слуша лекциите на Зигмунд Фройд и през пролетта на 1906 неговия чичо от втория брак на баща му, Исидор Садгер, го представя на кръга, който впоследствие се оформя около Фройд.
Докато е член на Психологическото общество на срядата, Вителс активно си сътрудничи с Карл Краус за неговия сатиричен обзор на „Die Fackel“.
Умира през 1950 година в Ню Йорк на 70-годишна възраст.